# Nimbacinus
Nimbacinus ist eine Beutelwolfgattung des späten Oligozäns bis mittleren Miozäns.

## Merkmale
Nimbacinus wurde so groß wie ein Fuchs und brachte ein Gewicht von etwa 5,3 kg auf die Waage, womit er geringfügig schwerer ist als Muribacinus, der kleinste Vertreter der Thylacinidae. Es ist ein beinah vollständiges Skelett von Nimbacinus bekannt, das anatomisch sehr konservative Merkmale aufweist. Der Schädel wurde 13 cm lang, besitzt aber im Vergleich zu jenem des heutigen Beutelwolfes kaum Unterschiede. Der Unterkiefer wurde über 9 cm lang und wies eine für Beutelsäuger typische Bezahnung mit drei Schneidezähnen auf mit einem Eckzahn, drei Prämolaren und vier Molaren je Kieferast. Dabei war der erste Schneidezahn am größten, der Eckzahn sehr groß ausgebildet. Die Prämolaren und Molaren waren relativ einfach gebaut mit gezackten Spitzen, wobei die Größe nach hinten zunahm. Insgesamt ist das Gebiss wenig spezialisiert und nicht so fortschrittlich wie jenes des rezenten Beutelwolfes.

## Paläobiologie
Der sich carnivor ernährende Nimbacinus lebte wahrscheinlich als Jäger am Waldboden, zeitgleich mit verschiedenen anderen Beutelwolfarten. Im Vergleich zu seiner geringen Körpergröße wies Nimbacinus eine recht hohe Beißkraft auf, die Berechnungen zufolge 264 Newton erreichte. Dies ist zwar weniger als ein Sechstel dessen, was ein Löwe heute erreicht (1,77 kN), bezogen auf die Körper und Muskelmasse und einem daraus errechneten Beißkraftquotienten ist dies aber 1,7-mal stärker. Dies hohe Beißkraft ermöglichte Nimbacinus, auch deutlich größere Beutetiere zu erlegen.

## Systematik
Nimbacinus ist ein eher urtümlicher Vertreter der Thylacinidae, sein nächster Verwandter ist Ngamalacinus, dieser weist aber schon ein etwas moderneres Gebiss auf. Die Verwandtschaftsverhältnisse innerhalb der Thylacinidae sind jedoch  weitgehend noch unklar. Teilweise tritt Nimbacinus zeitgleich mit Mutpuracinus auf. Es sind zwei Arten bekannt: Nimbacinus dicksoni Muirhead & Archer, 1990, lebte im späten Oligozän bis mittleren Miozän und gehört der Riversleigh-Lokalfauna von Riversleigh an. Nimbacinus richi Murray & Merigian, 2000, lebte im mittleren Miozän und gehört der Bullock-Creek-Lokalfauna der Camfield Beds im Northern Territory an. Der Gattungsname Nimbacinus leitet sich vom Wort nimba der Aboriginalsprache Waanyi her und bedeutet „klein“, cinus entstammt dem Griechischen κινος (kinos), was mit „Hund“ übersetzt wird. Somit ist Nimbacinus der „kleine Hund“.